# Kersti Adams-Ray

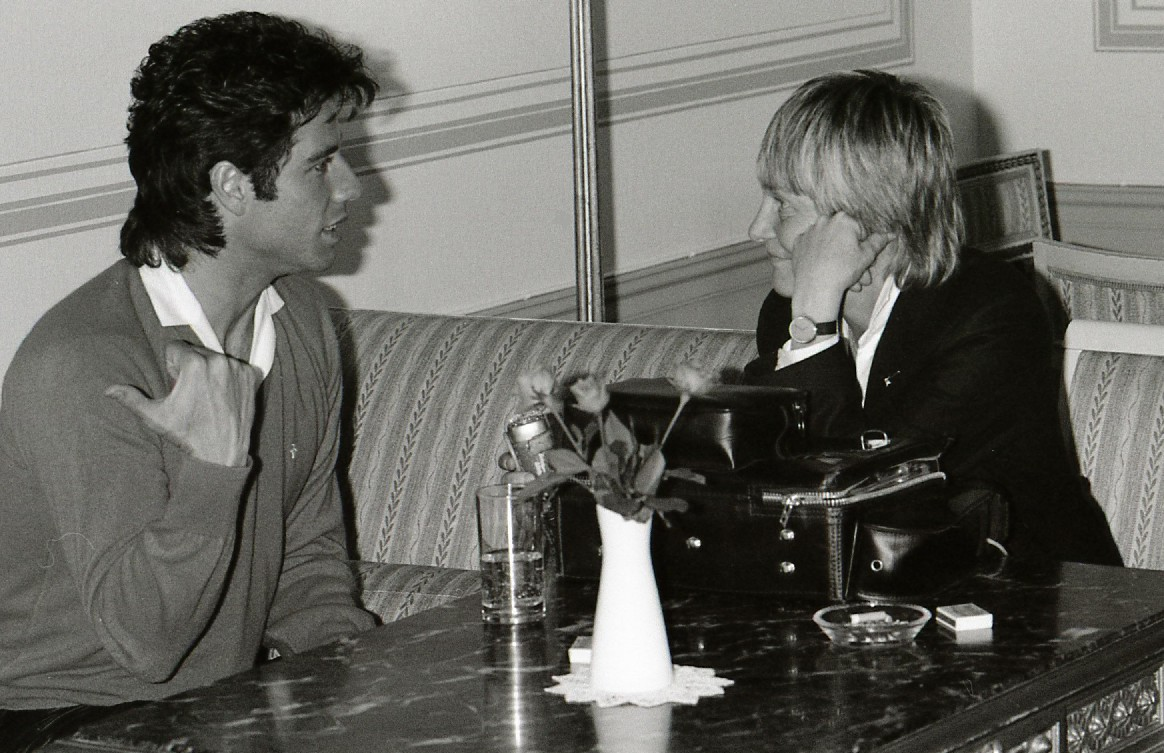
Kersti Adams-Ray intervjuar John Travolta under hans besök i Sverige inför premiären av Staying Alive 1983.

Kersti-Ann Adams-Ray, född 6 december 1941 i Solna församling, är en svensk journalist och  programledare i radio och TV.

## Biografi
Adams-Ray är dotter till kirurgiprofessorn Jack Adams-Ray. Hon studerade 1961–1962 i USA, och blev filosofie kandidat vid Stockholms universitet 1971.
Adams-Ray kom till Sveriges Radio genom sin faster radioproducenten Barbro Svinhufvud och debuterade 1958 i radioprogrammet Tonårsträffen. Hon arbetade sedan tillsammans med Johan Sandström i programmet Spisarparty. 1963 var hon programledare för Drop-In, det första musikprogrammet i Sverige med popmusik som tema. I mitten av 1960-talet ledde hon radioprogrammet Din soldat, där grammofonönskningar och hälsningar utväxlades mellan flickvänner och värnpliktiga. Hon har även varit programledare för radioprogrammen Frukostbrickan, Tio i topp, Kvällstoppen, Grammofonhörnan 1963–1969 och Svensktoppen. Hon satt med i juryn för Melodifestivalen 1972 och arbetade som TV-reporter för Sveriges magasin 1974. Som gäst har hon medverkat i TV-programmet Diggiloo och radioprogrammet Sommar.
Adams-Rays sista uppdrag på SR var som programledare för P2:s direktsända morgonprogram Aurora. Musikvalet är en blandning ur den klassiska musikens genrer från alla tider. Kersti Adams-Ray gick i pension den 31 augusti 2007.
Hon gjorde ett kort framträdande i rapgruppen Snooks video till singeln Snook, svett och tårar. 
Kersti Adams-Ray är faster till Daniel Adams-Ray, som var en av de två medlemmarna i gruppen.
Hon är sedan 1967 gift med arkitekten Krister Tham.

## Filmografi
- 2003 – Hagström – allt i musik
- 2010 – Cornelis